# 1990 en handball
| Années du handball : 1987 - 1988 - 1989 - 1990 - 1991 - 1992 - 1993    |
| Décennies du handball : 1960 - 1970 - 1980 - 1990 - 2000 - 2010 - 2020 |

Cet article présente les faits marquants de l'année 1990 en handball.

## Par compétitions

### Championnat du monde masculin
|                           | Nation           |
| ------------------------- | ---------------- |
| Médaille d'or, monde      | Suède            |
| Médaille d'argent, monde  | Union soviétique |
| Médaille de bronze, monde | Roumanie         |

La douzième édition du championnat du monde masculin de handball a lieu du 28 février au 10 mars en Tchécoslovaquie.
Seize équipes ont participé à la compétition qui a été remportée par la Suède. Emmenée par Bengt Johansson et de nombreux joueurs exceptionnels tels Magnus Wislander (qui sera élu meilleur handballeur de l'année 1990), Magnus Andersson ou bientôt Stefan Lövgren, ce premier titre depuis les victoires en 1954 et 1958 marque le début de l'âge d'or du handball suédois avec notamment quatre championnats d'Europe et trois médailles d'argent olympiques jusqu'en 2002.
L'URSS, battue 23 à 27 en finale, confirme son titre olympique à Séoul. En revanche, les vice-champions olympiques Sud-Coréens subissent un dur retour à la réalité avec six défaites en sept matches et une modeste douzième place. Quant à la médaille de bronze remportée par la Roumanie, il s'agit du dernier fait d'armes de cette équipe quadruple championne du monde qui ne parviendra ensuite plus à lutter pour les places sur le podium. Enfin, la France, emmenée par Jackson Richardson élu meilleur joueur de la compétition, termine à la neuvième place, synonyme de qualification pour les Jeux olympiques de Barcelone.

### Goodwill Games
|                    | Nation           |
| ------------------ | ---------------- |
| Médaille d'or      | Union soviétique |
| Médaille d'argent  | Yougoslavie      |
| Médaille de bronze | Espagne          |

La compétition de handball aux Goodwill Games de 1990 s'est déroulée à Seattle du 22 au 27 juillet 1990. Il s'agit de la deuxième édition de la compétition qui ne comporte qu'un tournoi masculin.
L'URSS remporte la compétition devant la Yougoslavie et l'Yougoslavie.

### Championnat du monde féminin
|                           | Nation           |
| ------------------------- | ---------------- |
| Médaille d'or, monde      | Union soviétique |
| Médaille d'argent, monde  | Yougoslavie      |
| Médaille de bronze, monde | ex-RDA           |

La 10e édition du Championnat du monde féminin de handball a eu lieu du 24 novembre au 4 décembre pour la première fois hors d'Europe, en Corée du Sud. Seize équipes participent à cette épreuve.
Dernier championnat du monde du temps de la guerre froide, deux Allemagnes sont encore présentes lors de la compétition bien que la Réunification allemande ait eu lieu deux mois plus tôt. Et c'est d'ailleurs l'ex-RDA qui s'impose 25 à 19 face à l'ex-RFA lors d'une petite finale à forte portée symbolique. La finale a été remportée par l'Union soviétique qui conserve son titre aux dépens de la Yougoslavie 24 à 22. En revanche, la Corée du Sud, pays hôte et champion olympique 1988, rate sa compétition en ne terminant qu'à la 11e place.

## Meilleurs handballeurs de l'année 1990
Pour la troisième fois, l'élection du joueur et de la joueuse de handball de l'année est organisée par la Commission de handball de l'Association internationale de la presse sportive (AIPS).
La liste des joueurs et des joueuses nommés n'est pas connue.
Chez les hommmes, Magnus Wislander, l'arrière suédois du THW Kiel devenu champion du monde, devance de 14 points le Soviétique Alexandre Toutchkine, vainqueur de la Coupe des clubs champions,,,,,.
| Rang | Joueur                  | Nationalité             | Club(s)                    | Poste                   | Votes                   |
| ---- | ----------------------- | ----------------------- | -------------------------- | ----------------------- | ----------------------- |
| 1    | Magnus Wislander        | Suède                   | Redbergslids IK & THW Kiel | Arrière gauche          | ?                       |
| 2    | Alexandre Toutchkine    | Union soviétique        | SKA Minsk et TUSEM Essen   | Arrière droit           | ?                       |
| ...  | autres joueurs inconnus | autres joueurs inconnus | autres joueurs inconnus    | autres joueurs inconnus | autres joueurs inconnus |

Chez les femmes, c'est Jasna Kolar-Merdan, la Yougoslave naturalisée autrichienne, qui a été désignée,,,. Elle a notamment remportée sa deuxième Coupe des clubs champions mais n'a terminé qu'à la
5e place au Championnat du monde 1990.
| Rang | Joueuse                   | Nationalité               | Club(s)                   | Poste                     | Votes                     |
| ---- | ------------------------- | ------------------------- | ------------------------- | ------------------------- | ------------------------- |
| 1    | Jasna Kolar-Merdan        | Autriche                  | Hypo Niederösterreich     | Demi-centre               | ?                         |
| ...  | autres joueuses inconnues | autres joueuses inconnues | autres joueuses inconnues | autres joueuses inconnues | autres joueuses inconnues |

## Bilan de la saison 1989-1990 en club

### Coupes d'Europe
|    | Compétition                    | Vainqueur           | Finaliste             | Score   |
| -- | ------------------------------ | ------------------- | --------------------- | ------- |
| H. | Coupe des clubs champions (C1) | SKA Minsk           | FC Barcelone          | 53 – 50 |
| H. | Coupe des coupes (C2)          | Teka Santander      | HK Drott Halmstad     | 45 – 42 |
| H. | Coupe de l'IHF (C3)            | SKIF Krasnodar      | RK Proleter Zrenjanin | 44 – 31 |
| F. | Coupe des clubs champions (C1) | Hypobank Vienne     | Kouban Krasnodar      | 59 – 50 |
| F. | Coupe des coupes (C2)          | Rostselmash Rostov  | Debreceni VSC         | 45 – 38 |
| F. | Coupe de l'IHF (C3) (de)       | ASKV Francfort/Oder | Spartak Kiev          | 40 – 38 |

### Saison 1989-1990 en France
|    | Compétition           | Vainqueur                 | Second           | Score   |
| -- | --------------------- | ------------------------- | ---------------- | ------- |
| H. | Championnat de France | USAM Nîmes 30             | HB Vénissieux 85 | –       |
| H. | Coupe de France       | Girondins de Bordeaux HBC | USM Gagny 93     | 23 – 21 |
| F. | Championnat de France | ASPTT Metz                | USM Gagny 93     | –       |
| F. | Coupe de France       | ASPTT Metz                | USM Gagny 93     | 34 – 34 |

## Naissances et décès
Parmi les personnalités du handball nées en 1990, on trouve notamment :
Femmes
- Yvette Broch
- Azenaide Carlos
- Elisabeth Chávez
- Dragana Cvijić
- Ryu Eun-hee
- Stine Jørgensen
- Veronica Kristiansen
- Gnonsiane Niombla
- Milena Raičević
- Sanna et Solberg
- Laura van der Heijden

Hommes
- Benjamin et Senjamin Burić
- Erwin Feuchtmann
- Nemanja Ilić
- Hichem Kaabeche
- Dainis Krištopāns
- Andreas Nilsson
- Aron Pálmarsson
- Wesley Pardin
- Valentin Porte
- Ali Zein